# Saskia Reeves
| Saskia Reeves                             | Saskia Reeves                             |
| Kattints az alábbi külső linkek egyikére! | Kattints az alábbi külső linkek egyikére! |
| ----------------------------------------- | ----------------------------------------- |
| Nem található szabad kép.(?)              |                                           |
| külső link · jogvédett                    | A Luther c. sorozatban (2010)             |

Saskia Reeves (Paddington, London, 1961. augusztus 16.) angol színésznő, filmszínésznő, bábművész. Legismertebb szerepei: Lady Jessica Atreides a Dűne c. science-fiction sorozatban (2000), Natalie a Takard el a szemem c. filmdrámában (1991), vagy Lynda a Személyazonosság-ban (1995). Neves rendezők, így Mike Leigh, Stephen Poliakoff, Michael Winterbottom és Nicholas Hytner is szívesen forgattak vele.

## Élete

### Származása, iskolái
London Paddington kerületében született, holland anyától, angol apától. Apja is képzett színészvolt, így Saskia érdeklődése korán a színészmesterség felé fordult. Twickenhamben és Paddingtonban nőtt fel. Húgával, Imogennel együtt a délkelet-londoni Hamptonban a Lady Eleanor Holles iskolába járt, azután a London központjában, a Barbicane Centerben működő Guildhall School of Music and Drama színiiskolát végezte el.

### Színészi pályája
Pályájának kezdetén bábművészként dolgozott Covent Garden közösségi színházában, bábelőadásokon és szatirikus performanszokon. Első (névtelen) filmes mellékszerepét 1984-ben kapta, a Last Day of Summer tévéfilmben kapta. 1984–85-ben az Egy gazdag nő tévésorozatban is kis mellékszerepet  (Edwina) játszott. Jellemábrázoló tehetségét hamar felismerték, és szerepajánlatai megsokasodtak. Számos játékfilmben és tévéjátékban szerepelt, általában nyugtalanító, határozott, kemény nőtípust testesített meg. Jéghideg tekintetű, őrületbe hajló szenvedélyeket ábrázolt, a felkorbácsolt szenvedélyből kéjgyilkossá folyamatát (A pillangó csókja, 1995), a hozzá hasonlóan nyugtalanító karakterű Amanda Plummer partnereként, vagy a halott fia emlékébe rögeszmésen kapaszkodó „anyatigrist” (Szívet szívért, 1999).
Televíziós szerepei között említendő a Titkos szolgálat - MI-5 akciófilmsorozat Sallyja, a Testek thriller-sorozat Mary Dodd-ja. Közben színpadon is rendszeresen dolgozott, többek között a londoni Royal National Theatre-ben és a Royal Court Theatre-ben, a társulatok tagjaként nemzetközi turnékon is részt vett.
2000-ben Lady Jessica Atreides szerepében keltett feltűnést, a Frank Herbert művéből készült újabb Dűne-feldolgozásban, William Hurt, Alec Newman, P.H. Moriarty és Uwe Ochsenknecht mellett. Férjhez ment, a későbbi Dűne-folytatásokban már nem vett részt, gyermekének kihordása miatt (imdb). Később számtalan televíziós krimi- és thrillersorozatban szerepelt, így a Kísért a múlt (2003), a Wallander (2010–2012), a Kisvárosi gyilkosságok (2009–2016) és a Shetland (2016) sorozatok epizódjaiban is.
Színművészi munkája mellett hangját is „kamatoztatja”, rádiójátékokban, hangjátékokban szerepel, hangját kereskedelmei hirdetések alámondásában, dokumentumfilmek narrációjában, hangoskönyvek felolvasójaként is hallhatják. 2008-ban szerepelt az újjáélesztett „utazó színház” (English Touring Theatre) előadásán, Athol Fugard Hello and Goodbye darabjában, a londoni Trafalgar Studios társulatával.
2010-ben a BBC Canoe Man (a kenus ember) címmel dramatizált tévéfilm-sorozatot forgatott, egy megtörtént eset – John Darwin eltűnésének ügye – alapján, ebben Saskia Reeves kapta Anne Darwinnak, az eltűnt John Darwin feleségének főszerepét. és nyomozó rendőr-őrmesteri szerepet kapott a BBC Luther c. bűnügyi akciófilm-sorozatában, a címszereplő Idris Elba mellett.
2011-ben a BBC elkészítette D. H. Lawrence két regényéből adaptált, Szerelmes asszonyok (Women in Love) c. kétrészes filmdrámáját, William Ivory rendezésében. Saskia Reeves a család meghatározó  nagyasszonyának, Anna Brangwennek szerepét kapta. Jelenleg (2023-ban) is aktívan filmezik.

## Filmográfia

### Film
| Év   | Magyar cím                    | Eredeti cím         | Szerep               | Magyar hang    |
| ---- | ----------------------------- | ------------------- | -------------------- | -------------- |
| 1991 | Takard el a szemem            | Close My Eyes       | Natalie Bryant       | Bertalan Ágnes |
| 1991 |                               | Antonia and Jane    | Antonia McGill       |                |
| 1992 | A híd                         | The Bridge          | lsobel Heatherington | Major Melinda  |
| 1994 |                               | Traps               | Louise Duffeld       |                |
| 1995 | A pillangó csókja             | Butterfly Kiss      | Miriam               |                |
| 1995 | Személyazonosság              | I.D.                | Lynda                |                |
| 1995 |                               | Cruel Train         | Selina Roberts       |                |
| 1996 | Határátlépés                  | Different for Girls | Jeanne               |                |
| 1998 | Aki másnak sírt ás            | L.A Without a Map   | Joy                  |                |
| 1999 | Szívet szívért                | Heart               | Maria Ann McCardle   |                |
| 2003 | Tesseract                     | The Tesseract       | Rosa                 | Kocsis Judit   |
| 2008 | Én és Orson Welles            | Me and Orson Welles | Barbara Luddy        |                |
| 2013 | Emlékbúvár (Anna)             | Mindscape           | Michelle Greene      |                |
| 2013 | A nimfomániás                 | Nympomaniac         | nővér                |                |
| 2015 | A program: Egy legenda bukása | The Program         | doktornő             |                |
| 2016 | A miniszterelnök              | De Premier          | USA elnöknője        |                |
| 2016 | A mi emberünk                 | Our Kind of Traitor | Tamara               |                |
| 2020 |                               | Shadows             | az anya              |                |
| 2021 | Creation Records – A történet | Creation Stories    | Helen                |                |
| 2024 | Parlagon                      | The Outrun          | Annie                | Bertalan Ágnes |

### Televízió
| Év        | Magyar cím                                       | Eredeti cím                                              | Szerep                          | Megjegyzések                          |
| --------- | ------------------------------------------------ | -------------------------------------------------------- | ------------------------------- | ------------------------------------- |
| 1984      |                                                  | Last Day of Summer                                       | Linda                           | tévéfilm                              |
| 1985      | Egy céltudatos asszony                           | A Woman of Substance                                     | Edwina                          | 1 epizód                              |
| 1991      | Decemberi menyasszony                            | A December Bride                                         | Sarah Gilmartin                 | tévéfilm magyar hangja Bertalan Ágnes |
| 1994      |                                                  | Citizen Loke                                             | Lady Marsham                    | tévéfilm                              |
| 1999      | Karácsonyi ének                                  | A Christmas Caro                                         | Mrs Cratchit                    | tévéfilm magyar hangja Hámori Eszter  |
| 2000      | Dűne                                             | Frank Herbert's Dune                                     | Lady Jessica Atreides           | főszereplő magyar hangja Vándor Éva   |
| 2002      |                                                  | A Line in the Sand                                       | Meryl Rogers                    | tévéfilm                              |
| 2003      | Kísért a múlt                                    | Waking the Dead                                          | Dr Luarie Poole                 | 1 epizód                              |
| 2003      |                                                  | Island at War                                            | Cassie Mahy                     | minisorozat (6 epizód)                |
| 2005      | Sherlock Homes és Arhur Conan Doyle Furcsa esete | The Strange Case of Sherlock Holmes & Arthur Conan Doyle | Louise Doyle                    | tévéfilm                              |
| 2005      | Médium – A túlvilág kalandorai                   | Afterlife                                                | Sheila Rabey                    | 1 epizód                              |
| 2006      | Linley Felügyelő nyomoz                          | Inspector Lynley Mysteries                               | Eileen Edwards                  | 1 epizód                              |
| 2006      | Kémvadászok                                      | Spooks                                                   | Sally Barnard                   | 1 epizód                              |
| 2006      | Testek                                           | Bodies                                                   | Mary Dodd                       | 1 epizód                              |
| 2007      |                                                  | The Last Days of the Raj                                 | Lady Mountbatten                | tévéfilm                              |
| 2008      |                                                  | The Fixer                                                | Andrea Greene                   | 1 epizód                              |
| 2009–2016 | Kisvárosi gyilkosságok                           | Midsomer Murders                                         | Marcia Marcintyre               | 2 epizód                              |
| 2010      |                                                  | Luther                                                   | Rose Teller nyomozó őrmester    | 6 epizód                              |
| 2010–2012 | Wallander                                        | Wallander                                                | Vanja Andersson                 | 2 epizód                              |
| 2011      |                                                  | Women in love                                            | Anna Brangwen                   | minisorozat (1 epizód)                |
| 2011      | Lewis – Az oxfordi nyomozó                       | Lewis                                                    | Alison McLennan                 | 1 epizód                              |
| 2011      | Nyolcadik oldal                                  | Page Eight                                               | Anthea Catcheside               | tévéfilm; magyar hangja Spilák Klára  |
| 2011–2013 | NTSF:SD:SUV::                                    | NTSF:SD:SUV::                                            | P.M.O.T.R.N                     | 1 epizód                              |
| 2013      | Vera – A megszállott nyomozó                     | Vera                                                     | Laura Marsden                   | 1 epizód                              |
| 2013-2017 |                                                  | Shetland                                                 | Freya Galdie                    | 5 epizód                              |
| 2014      |                                                  | Salting the Battlefield                                  | Anthea Chtcheside               | tévéfilm                              |
| 2014      |                                                  | From There to Here                                       | Claire                          | minisorozat (3 epizód)                |
| 2015      | Farkasbőrben                                     | Wolf Hall                                                | Johane Williamson               | minisorozat (5 epizód)                |
| 2017      | A néma szemtanú                                  | Silent Withess                                           | Maureen Steele Nyomozó őrmester | 2 epizód                              |
| 2017      | Szétszakítva                                     | Landgericht                                              | Mrs Hales                       | tévéfilm                              |
| 2018      |                                                  | Collateral                                               | Deborah Clifford                | minisorozat (2 epizód)                |
| 2019      | Halál a paradicsomban                            | Death in Paradise                                        | Frances Compton                 | 1 epizód                              |
| 2020      |                                                  | Belgravia                                                | Ellis                           | minisorozat (6 epizód)                |
| 2020      |                                                  | Us                                                       | Connie Petersen                 | minisorozat (4 epizód)                |
| 2020      |                                                  | Roadkill                                                 | Helen Laurence                  | minisorozat (3 epizód)                |
| 2022      | Utolsó befutók                                   | Slow Horses                                              | Catherine Standish              | 23 epizód                             |

## További információ
- Saskia Reeves a PORT.hu-n (magyarul)
- Saskia Reeves az Internetes Szinkronadatbázisban (magyarul)
- Saskia Reeves az Internet Movie Database-ben (angolul)
- Saskia Reeves a Rotten Tomatoeson (angolul)
- Saskia Reeves az AlloCiné weboldalán (franciául)
- Saskia Reeves Profile. Famousfix.com. (Hozzáférés: 2018. január 23.)